# Garry Shandling
Garry Emmanuel Shandling, född 29 november 1949 i Chicago, Illinois, död 24 mars 2016 i Santa Monica, Los Angeles, Kalifornien, var en amerikansk ståuppkomiker, skådespelare, manusförfattare och regissör.